# Blok Michela Murra
Blok Michela Murra lub Blok Matin (Metn) – libański blok wyborczy pod przywództwem Michela Murra, zrzeszający chrześcijańskich polityków z dystryktu Al-Matin. 
Po wyborach do Zgromadzenia Narodowego w 2005 roku jego członkowie należeli do związanego z Hezbollahem, Bloku Zmian i Reform. W wyniku konfliktu z gen. Aounem Michel Murr opuścił prosyryjski sojusz na przełomie marca i kwietnia 2008 roku. Obecnie jest deputowanym niezależnym.